# پروتئین تیروزین فسفاتاز
پروتئین تیروزین فسفاتازها (انگلیسی: Protein tyrosine phosphatases) دسته‌ای از آنزیم‌ها هستند که کارشان برداشتن گروه‌های فسفات از باقیماندهٔ تیروزین فسفریله در پروتئین‌هاست.
این آنزیم‌ها، از اجزاء بسیار مهم برخی مسیرهای ترارسانی پیام و همچنین چرخه سلولی هستند و در رشد سلول، تزاید، تکامل، بدخیم‌شدن و تغییرپذیری سیناپس‌های عصبی در طول زمان دخالت دارند.